# 기업 윤리
기업 윤리(영어: corporate ethics) 또는 비즈니스 윤리(영어: business ethics) 혹은 경영윤리(영어: management ethics)는 기업 경영활동이 규범적 기준을 사회의 윤리적 가치체계를 따르기 위한 윤리적 규범 기준을 기업경영에 제시하는 것이다. 윤리적 기업경영의 가장 기본이 되는 윤리적 사고와 가치 규범으로 기업 경영활동 가치의 기준을 제시하는 윤리학의 연구 범주이다.

## 경영 방식 비교
기업 윤리에 대한 입장에 따라 경영 방식을 다음과 같이 구분할 수 있다.
- 비윤리 경영(immoral management)

이윤 추구를 위해서는 기업윤리는 물론 법과 제도 마저 장애물로 간주하는 전근대적인 경영 방식으로, 최근에는 거의 존재하지 않는다
- 초윤리 경영(amoral management)

경영과 윤리를 별개의 영역으로 인식하여 합법적인 테두리 내에서는 어떠한 행동을 해도 좋다는 입장을 취하는 경영 방식이다.
- 윤리 경영(moral management)

기업이 적법성 여부만이 아니라 입법의 취지, 사회통념까지 감안하여 기업 윤리를 추구하는 경영 방식이다.

## 같이 보기
- 부패 방지
- 직업 윤리
- 경영학
- 조직관리학
- 연성법
- 윤리경영
- 행동강령